# Cecil Cook
Cecil Evelyn Aufrere „Mick“ Cook (* 1897 in Bexhill, Sussex, Großbritannien; † 4. Juli 1985 in Wahroonga, Sydney, New South Wales, Australien) war ein englisch-australischer Militär- und Amtsarzt sowie Protector of Aborigines.
Er gilt als der Architekt der rassistischen Aborigines-Politik im Northern Territory, als er dort ab 1927 Protector of Aborigines war.

## Berufliches und privates Leben
Cecil Cook war der Sohn des Arztes James Whiteford Murray Cook und seiner Frau Emily, geborene Puckle. James Cook immigrierte 1898 nach Australien; seine Frau und zwei Söhne folgten ihm zwei Jahre später.
Cook wuchs in Barcaldine in Queensland auf und ging dort bis 1914 zur Schule. 1914 begann er ein Medizinstudium an der University of Sydney. Nach seinem Studienabschluss arbeitete er bei seinem Vater und an verschiedenen Krankenhäuser. Anschließend ging er 1923 zur Ausbildung an die London School of Tropical Medicine. Aufgrund seiner Ausbildung in Tropenmedizin untersuchte Cook die Gesundheit der indigenen Bevölkerung in den tropischen Gebieten Australiens von 1924 bis 1925.
Am 4. März 1924 heiratete er Jessie Winifred Miller (1978) und 1925 wurde er im öffentlichen Dienst angestellt.
Im März 1927 wurde er Amtsarzt und Chief Protector of Aborigines im Northern Territory. Er installierte Hospitale in Katherine (1931), Tennant Creek (1936) und Alice Springs (1939) und außerhalb von Darwin (1931) für Leprakranke. 1936 wurde Gründungsvorstand des Northern Territory Medical Board. Ferner kümmerte er sich um die hohe Mortalitätsrate von Aborigines-Kindern.

## Aborigines-Politik
In der Zeit als Cook als Protector arbeitete, betrug die indigene Bevölkerung in Northern Territory etwa 18.000 Menschen, darunter 800 Halfcastes (Mischlinge) und 3.000 Europäer. Die einzige Bevölkerungsgruppe, die anwuchs, waren die Mischlinge. Er kam daher zu dem Schluss, dass sie eine „Bedrohung der weißen Bevölkerung darstellen“. Er empfahl daher, dass die Mischlings-Kinder von den Eltern und auch von den Verwandten zu trennen seien. Die Mädchen sollten ab 14 Jahren als Haushilfen arbeiten und die Jungen sollten zu Farmarbeitern ausgebildet werden und dann in Rinderfarmen arbeiten und den gleichen Lohn wie die Weißen erhalten, damit sie sich von den Aborigines unterschieden, die lediglich Verpflegung und Unterkunft erhielten. Er verweigerte die Heirat von Mischlingen und Aborigines und rühmte sich einst, dass der 40 bis 50 Mischlingsmädchen mit Weißen verheiratet habe. Im Umkehrschluss plädierte er nie dafür, dass weiße Frauen Mischlinge zu heiraten haben.
Er war ein Verfechter der damaligen verbreiteten menschenverachtenden Pseudo-Wissenschaft der Eugenik und ging davon aus, dass sich über vier oder fünf Generationen, das „Blut“ der Aborigines herauszüchten lasse. Diese Politik wird in einem Dokument der Regierung des Northern Territory als „breed the colour out“ (deutsch: „die schwarze Farbe herauszüchten“) bezeichnet.
Cook nahm an, dass es sich bei den Aborigines nicht um eine „negroide Rasse“ handle, sondern um entfernte Verwandte der nach den heute überholten Rassentheorien „Kaukasier“ oder „Arier“ genannten Bewohnern West-Eurasiens. Nach Auffassung des australischen Politikwissenschaftlers Robert Manne war er der Architekt der Aborigines-Politik im Northern Territory.
Nach der damals geltenden Gesetzgebung war ein Chief Protector of Aborigines der Vormund aller Aborigines und bestimmte über ihre Aufenthaltsorte, bis zur Entscheidung, wo sie zu arbeiten, wen und ob sie heiraten durften. Ein Protector konnte Aborigineskinder gegen den Willen ihrer Familien in Erziehungsheime verbringen. Diese Politik ging in die Geschichte als Gestohlene Generation ein.

## Nach 1937
1937 bekleidete Cook im Australian Army Medical Corps den Rang eines Captains, am 11. August 1941 wurde er zum Major befördert und 1944 zum Oberstleutnant. Er diente im Zweiten Weltkrieg im südöstlichen asiatischen Raum, vor allem im Bereich der medizinischen Hygiene. Am 22. März 1946 erfolgte seine Entlassung aus dem Militärdienst.
Anschließend war er im öffentlichen Dienst beschäftigt, so in Western Australia ab dem März 1946 und im November beim Commonwealth in Canberra, und er war Mitglied im National Health und Medical Research Council.
Er befasste sich weiterhin mit Angelegenheiten der Aborigines, von 1964 bis 1972 als Mitglied des Human Biology Advisory Committee des Australian Institute of Aboriginal Studies, das er mitgründete. Er hielt an weiterhin an seiner Einstellung bezüglich der Aborigines fest.
Cook lebte in Sydney und später auf Burleigh Heads in Queensland. Er starb am 4. Juli 1985 in Wahroonga, Sydney, wo er auch beerdigt wurde.